# Aldeia do Boco
A Aldeia do Boco (também conhecida simplesmente por "Boco", ou pela sua designação original "Bocco") é uma aldeia portuguesa, localizada em Soza (Vagos, Portugal).
Integra, desde 2022, a Rede Nacional de Aldeias de Portugal.

## Descrição

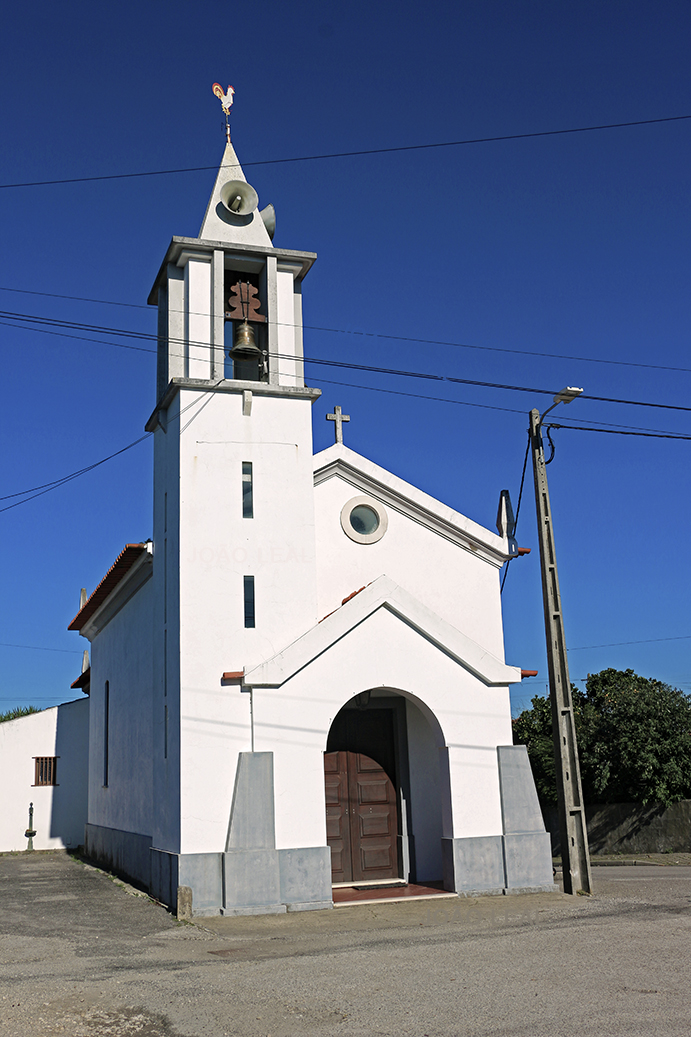
Capela de Santo Inácio do Boco, no centro da aldeia.

Esta aldeia é composta, essencialmente, por habitações antigas e a grande parte com características singulares da região da Gândara, refletindo a importância de uma das principais atividades económicas vivida neste território, a atividade agrícola.
A Aldeia do Boco dá nome ao Rio Boco, património natural de elevado valor que está integrado em Rede Ecológica Natural (REN), Zona de Proteção Especial (ZPE) e Sítio de Importância Comunitária (SIC), e por três levadas – Levada do Barreto, Levada dos Moleiros (ou Levada do Meio) e a Levada do Sul – que antigamente serviam de força motriz para as azenhas.
Hoje em dia, contabilizam-se ao todo 14 pequenas azenhas e três moinhos de água, na sua maioria em ruínas, onde em tempos era moída a farinha que mais tarde daria o pão.
Em pleno funcionamento, encontram-se duas azenhas – Azenha da Ti Luísa e Azenha da Fonte. Existem, também, três azenhas e um moinho de água bem preservados, mas com falta de roda/engenho.
No Vale do Boco são ainda organizados passeios pelo "Trilho das Levadas das Azenhas do Boco".

## Aldeia de Portugal
Em julho de 2022, a Aldeia do Boco foi oficialmente reconhecida como Aldeia de Portugal e passou a integrar a Rede Nacional das Aldeias de Portugal, que tem como objetivo a promoção e valorização do património cultural e humano das aldeias, através do envolvimento de toda a comunidade local. O reconhecimento foi oficializado no dia 17 de julho, integrado numa iniciativa da Comissão de Festas do Boco.
Esta classificação foi atribuída pela Associação Aldeias de Portugal (ATA), num trabalho coordenado com o Grupo de Ação Local Aveiro Sul e apoio do Município de Vagos, Junta de Freguesa de Soza e população do Boco, que visa valorizar as comunidades locais e as suas vivências. Trata-se de um projeto que assenta num trabalho efetivo de proximidade com as comunidades locais, onde elas são coconstrutoras de todo o processo de dinamização e valorização que se desenha para a sua aldeia.
No distrito de Aveiro, há, para além do Boco, sete aldeias a aguardar classificação “Aldeia de Portugal”, entre as quais se encontram mais duas da Bairrada: Silveiro (Oiã), no concelho de Oliveira do Bairro, e Torres (Vilarinho do Bairro), concelho de Anadia.